# Paul Daehne
Paul Daehne oder Paul Dähne (geboren 1. Februar 1872 in Leipzig; gestorben nach 1940) war ein deutscher Schriftsteller, Journalist, Zeichner, Buchgestalter und Illustrator.
Er wirkte ab 1908 als Redakteur für das Feuilleton der Leipziger Abendzeitung, in deren Auftrag er zahlreiche Reisen unternahm. Zudem publizierte er humoristische Schriften, Geschichten und Balladen sowie Schauspiel-Stücke und Jubiläumsschriften.
Als Schriftsteller für den Rundfunk hatte er in der Weimarer Republik von 1924 bis 1932 zahlreiche Autoren-Auftritte im Radio.

## Werke (Auswahl)
- Der Harz in Bild und Wort. Seine Städte und Burgen, Ruinen und Landschaften, seine Geschichte und seine Sagen, verfasst und mit 150 Skizzen illustriert von Paul Daehne, Leipzig: Verlag Frankenstein & Wagner, 1899; Inhaltsverzeichnis
- Festschrift des Leipziger Krystall-Palast Aktiengesellschaft aus Anlaß des 75jährigen Bestehens des früheren Schützenhaus-Etablissements, gegründet 1834, und des 25jährigen Bestehens der Krystall-Palast-A.G. gegründet 1884, Leipzig: J. J. Weber, 1909
- Heroen im Negligé. Fürsten und Genies in Weimar und Bayreuth. Ergötzliche Schattenrisse, Halle an der Saale: O. Hendel, 1911; Inhaltsverzeichnis
- Galante Schlemmer. Rheinische Dionysien für Genießer und Freiheitsfechter ... (= Bibliothek der Gesamtliteratur des In- und Auslandes Nr. 2396/2398), Halle: Hendel, 1914; Inhaltsverzeichnis
- Der Thüringer Hof in Leipzig, Leipzig: Meisenbach, Riffarth & Co., 1914
- Deutsche Heldenstücklein im Weltkriege 1914–1915. Kriegsromanzen und Balladen. Zum Vortrage geeignet, Anthologie, Leipzig: Albert Otto Paul, 1915; Inhaltsverzeichnis; Digitalisat der Staatsbibliothek Berlin
- Walther Sturm (Verf.), Paul Daehne (Vorr.): Erlebtes: Gedichte, Dresden: Giesecke, 1917; Inhaltsverzeichnis
- Curt Däweritz (Hrsg.): Wahrhaftige Chronika von Aeckerleins Keller und des ihn einschließenden vielberühmten Barockpalastes am Markte zu Leipzig. Zur Verherrlichung einer Stätte dionysischer Opfer und kapuanischer Tafelfreuden zuzsammengestellt, mit allerlei schönem Bildwerk aus 5 Jahrhunderten geschmücket und gewidmet von Paul Daehne, Leipzig: Drugulin, 1921
- Luna-Park am Auensee, Leipzig-Wahren. Text und Zeichnungen von Paul Daehne, herausgegeben von der Lunapark-Gesellschaft in Leipzig, Halle a. S.: Otto Hendel, [1921]
- Paul Schmutzler (Verfasser), Paul Daehne (Verf. des geschichtlichen Teiles): Fünfundzwanzig Messen in Specks Hof zu Leipzig, Leipzig: Günther, Kirstein & Wendler, 1922
- Auf Heldenspuren im Schweizerland. Eine romantische Tellenfahrt. Mit einem alten Stich von Merian, 8 Originalzeichnungen vom Verfasser und einer Karte der Waldstätten, Leipzig: Weigel, 1923
- Worte der Eltern an das Brautpaar, verfasst und gestaltet von Paul Daehne, Schwabacher Schrift und Zierleisten Seite 17 und 31 von Max Klinger sowie Illustrationen von Otto Greiner, Leipzig: Offizin W. Drugulin, 1922
- Festschrift und Programm. Frühjahrsmesse 1924, Literarische Entwürfe und graphische Ausstattung des Buches, Gedanke und künstlerische Leitung der Abende, Leipzig: Albert Paul, 1924
- Geschichte der Schlosser-Innung zu Leipzig. Anläßlich des 425jährigen Bestehens dargestellt und mit zahlreichen [eingedruckten] Bildern aus verschiedenen Jahrhunderten, dabei eigenen [eingedruckten] Zeichnungen versehen, Hrsg.: Die Schlosser-Innung zu Leipzig, 1. Auflage, Lübeck: Ch. Coleman, 1925
- Ernst Hoenisch, Paul Daehne (Text), Erich Naumann (Hrsg.):  Die Hauptbahnhofswirtschaft zu Leipzig in Wort und Bild nebst einer Darstellung der Leipziger Eisenbahnen seit ihrem Ursprung, Leipzig, Hauptbahnhof: Druck und Verlag von Erich Naumann, 1925
- Ansprache am Begrüßungs-Abend. In Verse gebracht. Gesprochen von Wilhelm Engst. Kantate 1925. Zur Hundertjahrfeier des Börsenvereins der Deutschen Buchhändler im Palmengarten zu Leipzig am 9. Mai 1925 ..., Initial und Zierstück aus der Sammlung des Verfassers, Leipzig: Buchdruckerei Gutenberg Albert Paul, 1925
- Verliebte Bräute. Ergötzliche Histörchen von süßen Rackern, zärtlichen Damen, bekehrten Hagestolzen und aufgeregten Mummelgreisen. Sämtlicher Buchschmuck stammt aus den Sammlungen des Verfassers, Liebhaber-Ausgabe, Leipzig: Gustav Weigel, 1926
- Die Jubiläums-Schrift der Firma J. G. Wolf sen. Kirchberg, Sa. Eine Festgabe des Hauses an seine Freunde zum 8. Oktober 1926. Verfasst und graphisch ausgestellt: Paul Daehne, Leipzig: Buchdruckerei Gutenberg A. Paul, 1926; Inhaltsverzeichnis
- Die Schloßherren von Eurasburg. Geschichte eines vormals herzoglich bayerischen Jagd- und Luft-Schlosses. Herausgegeben im Auftrag des Schloßherrn Curt Wolf auf Eurasburg. Verfasst und graphisch angeordnet Paul Daehne, Leipzig: Gustav Weigel, 1927
- Julius Blüthner, Leipzig. Flügel und Pianos. Zur 75 jährigen Jubelfeier am 7. Nov. 1928, Leipzig: Buchdruckerei Gutenberg Albert Paul, 1928
- Geschichte der Baumeister-Innung (freie Innung) zu Leipzig. Dargestellt und graphisch angeordnet Paul Daehne. Hrsg.: Die Baumeister-Innung zu Leipzig, Leipzig: Buchdruckerei Gutenberg A. Paul, 1928
- Der Holzbauch. Eine faßzinierende Faß-Fibel für fröhliche Gesellen, Leipzig: W. Vobach & Co., 1930
- Das große Faß zu Heidelberg und seine Vorgänger, Leipzig: W. Vobach & Co., 1930
- Auerbachs Keller. 1530-1930. Auerbachs Hof. Mädler-Passage. Eine Jubiläumsschrift, hrsg. von der Grundstücksverwaltung der Mädler-Passage (früher Auerbachs Hof), Leipzig: Graphia Aktien-Gesellschaft, 1930; Inhaltsverzeichnis
  - Neudruck (Reprint), [Leipzig]: Sachsenbuch, 1993, ISBN 978-3-910148-73-4 und ISBN 3-910148-73-5
- Der Trompeter von Säckingen. Seine Geschichte, Leipzig S 3, Fockestraße 51: P. Daehne,  [1933]
- Trompeterliebe. Regie- und Soufflierbuch. Singspiel in 4 Bildern frei nach Scheffels „Trompeter von Säckingen“, von Bruno Hardt-Warden, Paul Daehne. Musik mit Benützung Nessler'scher Motive von August Pepöck, unverkäufliches Bühnen-Manuskript, Berlin: Drei Masken Musik, 1933
- Das Geheimnis der Dunkelgräfin (gemeint ist die Prinzessin Maria Therese Charlotte von Frankreich, Tochter Ludwigs XVI.), Leipzig: Beck, 1933; Inhaltsverzeichnis
- Liebesgeschichten aus alten Schlössern, Leipzig: Grethlein, 1934; Inhaltsverzeichnis
- Lützschena im Wandel der Welt. Ein Ehrenbuch der Brauerei Sternburg für Freunde des Bieres und fesselnder Begebenheiten. Jubiläumsschrift für Senator Oswald Winde, 22. Mai 1940, [Lützschena]: [Senator O. Winde], 1940